# Hochwald Milch
Die Hochwald Milch eG ist eine Genossenschaft, die als Muttergesellschaft der in der Nahrungsmittelherstellung tätigen Hochwald-Gruppe aktiv ist. Wesentliche Tochtergesellschaft ist die 100%ige Tochter Hochwald Foods GmbH.
Gegründet wurde das Unternehmen 1932 als Genossenschaft Erbeskopf eG. Hauptsitz und Produktionsstandort ist Thalfang im Hunsrück, daneben wird an den Standorten Bolsward, Mechernich, Hünfeld, Hungen, Kaiserslautern, Lüneburg und Weiding produziert. Produziert werden hauptsächlich Milchprodukte. Hochwald hat sich die Geschäftsbereiche „National Dairy Products“, „National Brands“, „Cheese“, „Ingredients“ und „International“ gegeben.

## Produkte
Das Produktprogramm umfasst Milch, Kondensmilch, Sahne, Käse, H-Milch, H-Sahne, H-Milch-Mischgetränke, Milchfrischprodukte, Dessertprodukte, Joghurt, Butterkäse und bis 2016 auch Wurstkonserven.
Das Unternehmen verarbeitet die Milch von etwa 6000 Lieferanten. 2010 wurden mehr als 2 Mrd. kg Rohmilch verarbeitet.
Bekannte Marken für das Inland sind Bärenmarke, Glücksklee (1923 von Otto Lagerfeld eingeführt) und Lünebest, Elinas und Hochwald. Exportmarken sind Bonny, Milcow, Mana und Happy Day. Rund ein Drittel des Umsatzes generiert das Unternehmen im Ausland. Auch produziert das Unternehmen für verschiedene Handelsmarken von Rewe Group, Schwarz-Gruppe, Real, Globus Holding und Netto Marken-Discount.

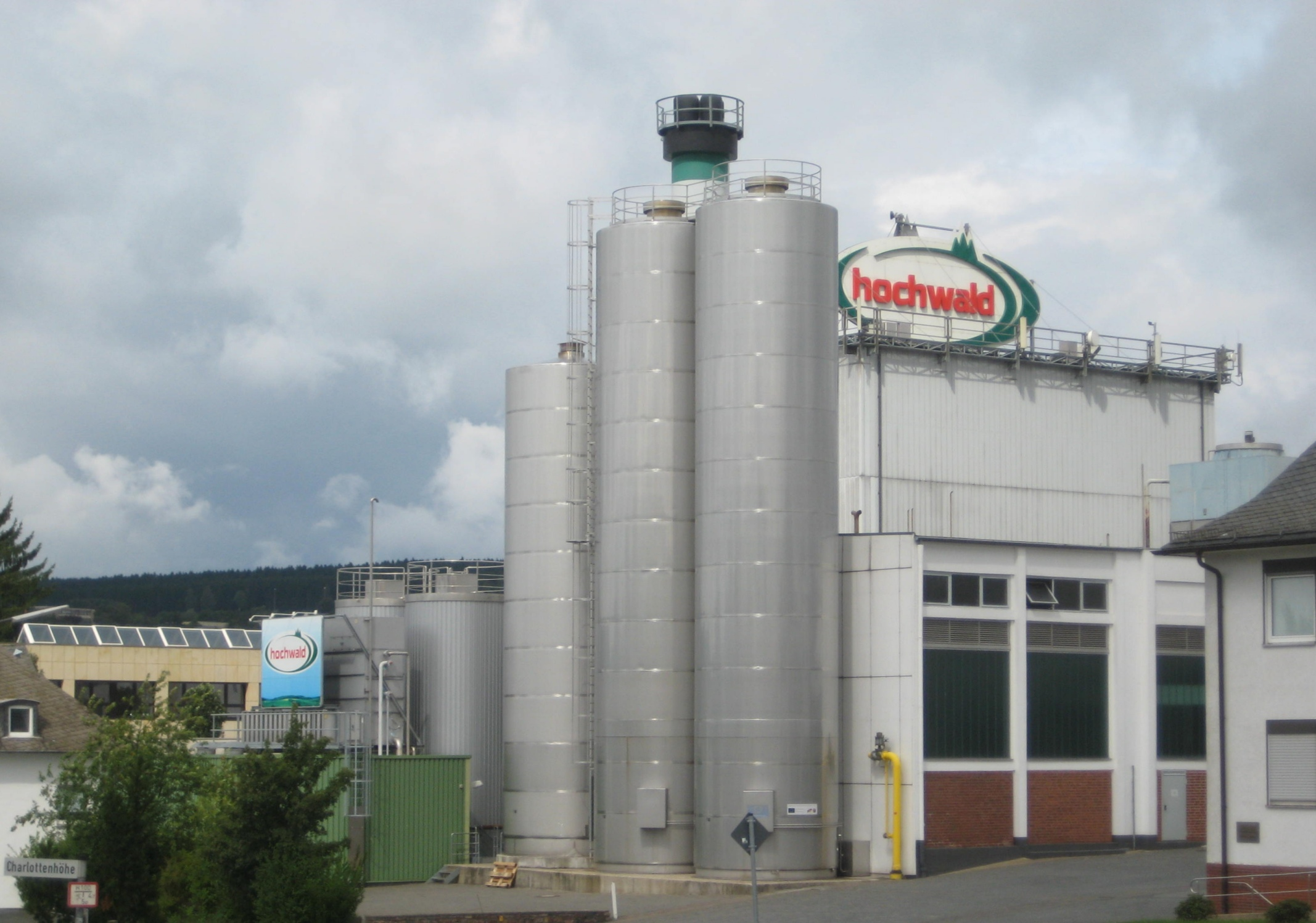
Das Thalfanger Werk der Hochwald Foods GmbH

## Geschichte
Im Jahr 1932 wurde die Genossenschaft Erbeskopf eG in Thalfang gegründet und startete mit der Butterproduktion. Noch in den 1930er Jahren kam die Herstellung von Saurer Sahne zur Vermarktung in der Region und die Kondensmilchproduktion hinzu. Im Jahr 1953 wurde der Geschäftsbetrieb auf die neu gegründete Tochtergesellschaft Hochwald-Milchwerke GmbH übertragen und kurz darauf (1954–55) in Thalfang eine eigene Dosenfabrik für die Kondensmilchherstellung errichtet. In den 1950er Jahren begann auch der Export von Dosenmilch ins Ausland. 1963 stieg das Unternehmen mit einem Schlachthofbetrieb in Thalfang in die Fleischverarbeitung ein und expandierte in diesem Bereich Anfang der 1970er mit der Gründung einer Wurstfabrik in Meppen.
1986 begann ein externes Wachstum durch die Fusion mit der Pfalzmilch eG und dem damit verbundenen Erwerb eines Werkes in Kaiserslautern. Dieses Prinzip wurde nach der Jahrtausendwende verstärkt fortgesetzt. Die Fusion mit der Eifelperle Milch eG in Hillesheim mit einem Werk in Erftstadt im Jahr 2001 brachte die Umbenennung der Mutter-Genossenschaft in Erbeskopf Eifelperle eG mit sich. Noch im gleichen Jahr fusionierte die Genossenschaft mit der Milchwerke am Burgwald eG, die eine Käserei in Wohratal und eine Molkerei in Borken einbrachte. 2003 übernahm Hochwald die Allgäuer Alpenmilch GmbH von Nestlé und mit ihr den Kondensmilch- und Milchfrischprodukte-Betriebsteil des Werkes Weiding inklusive der Marken Bärenmarke und Glücksklee. Außerdem wurde von Nestlé das Milchwerk in Lüneburg mit der Marke Lünebest übernommen. Die Produktion im Werk Borken wurde dorthin verlagert und das Werk geschlossen. Ebenfalls im Jahr 2003 wurde das Fleischwerk in Thalfang geschlossen und somit dort nur noch Milch verarbeitet.
Auf die Fusion mit der Starmilch eG in Fulda im Jahr 2005, mit der die hessischen Werke Hünfeld und Hungen in das Unternehmen kamen, folgte im Jahr darauf ein Schritt der Internationalisierung mit der Übernahme eines Molkerei-Betriebs im niederländischen Bolsward und der Exportmarke Bonny von Nestlé. Die Internationalisierung als Strategie wurde im Jahr 2011 im Rahmen eines Zukunftskonzeptes festgeschrieben. Entsprechend wurden ein Jahr später die Vertriebsgesellschaften AHL Distribution S.A. (gemeinsam mit der genossenschaftlichen Societé Laitière de Recogne S.A. zum Vertrieb von Produkten beider Unternehmen in Belgien, Frankreich, den Niederlanden und Luxemburg) und die Hochwald Foods DMCC in Dubai gegründet, sowie die Erbeskopf Eifelperle eG in Hochwald Milch eG und die Hochwald Nahrungsmittel-Werke GmbH in Hochwald Foods GmbH umbenannt.
Im Jahr 2016 eröffnete das Unternehmen am Standort Hünfeld ein neues Trockenwerk für die Herstellung von entmineralisiertem Molkenpulver und verkaufte das Würstchenkonservenwerk in Meppen an die Zur-Mühlen-Gruppe. Damit stieg Hochwald endgültig aus der Fleischbranche aus. Von 2019 bis 2022 wurde ein neues Werk in Mechernich erbaut.

## Standorte

### Lüneburg
Das heutige Werk in Lüneburg wurde 1893 als Genossenschaft gegründet, Joghurt wurde dort ab 1952 produziert, Fruchtjoghurt ab 1962, in diesem Zusammenhang wurde auch der Markenname „Lünebest“ eingeführt. Am 9. Mai 1963 wurde von der Firma Lünebest in Lüneburg der erste Joghurt in einem Plastikbecher abgefüllt. Die leichten und – im Gegensatz zu Glas – widerstandsfähigen Verpackungen machten das Produkt zum Kassenschlager. 1985 wurde das Werk von Nestlé Deutschland übernommen und dann 2003 von der Hochwald Nahrungsmittel-Werke GmbH. Die Marke erlebte nach den Übernahmen zwei Relaunches.